# Церковь Спаса на Сенях (Ростов Великий)
Церковь Спаса на Сенях — домовая церковь Ростовских митрополитов в Архиерейском доме в Ростове Великом. Построена в 1675 г., о чём сообщает надпись на сохранившемся кресте. Два раза храм сгорал, но его восстанавливали, а в конце XVIII века архиерейскую кафедру перевели в Ярославль, богослужения прекратили.
Особенностью постройки является: высокий подклет, восьмискатное перекрытие. Вход расположен на гульбище, соединяющемся с Самуиловым корпусом, который служил жильём для митрополитов. Церковь была расписана в 1675 году ростовским попом Тимофеем и ярославскими мастерами Дмитрием Григорьевым, Федором и Иваном Карповыми. Внутри интерьер отличает аркада, опирающаяся на золотые столбы.
Роспись:
- центральный купол: «Отечество»;
- западная стена: «Страшный суд»;
- восточная стена: иконостас.

## Фрески

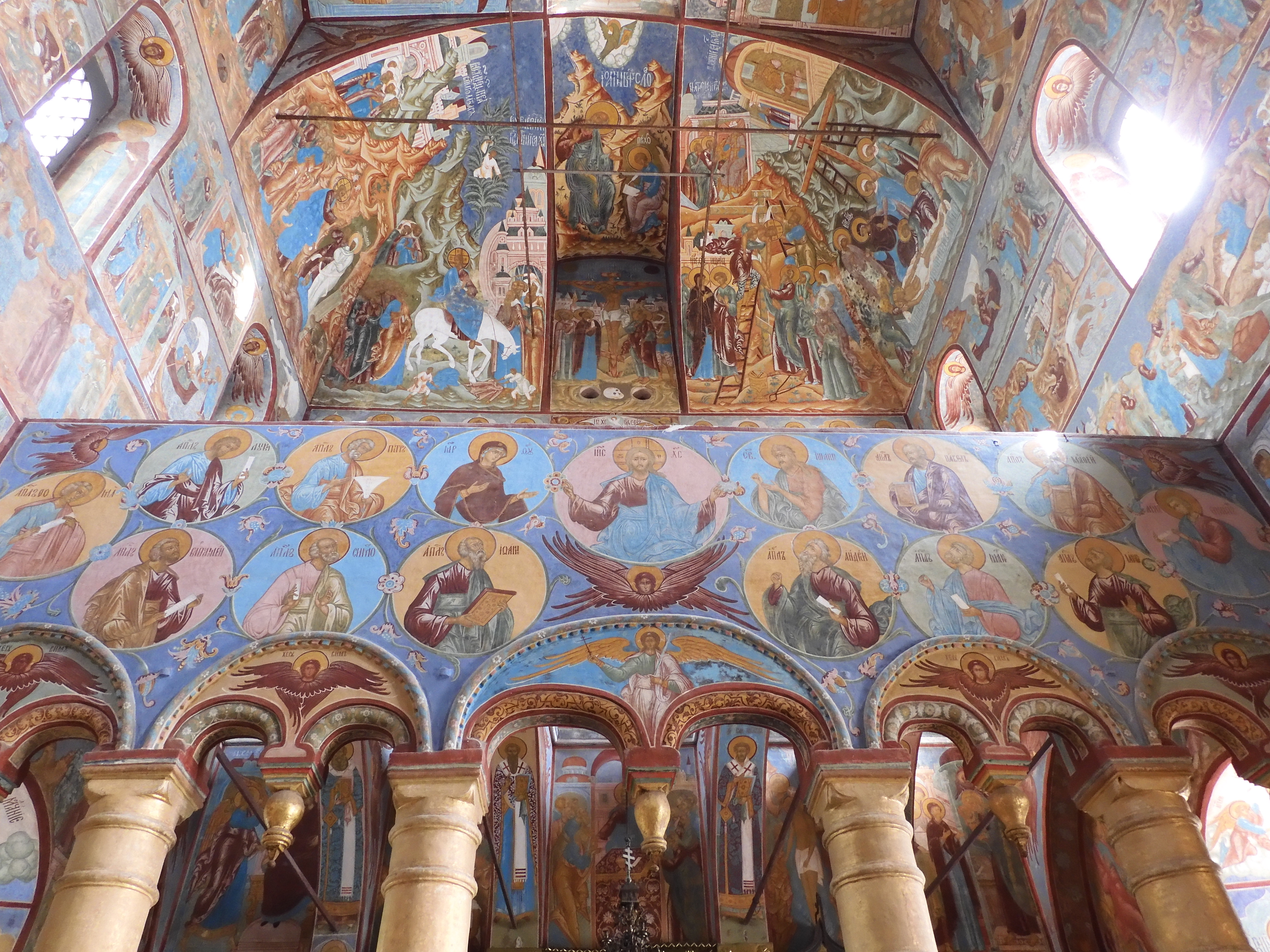
Вид на алтарную чать
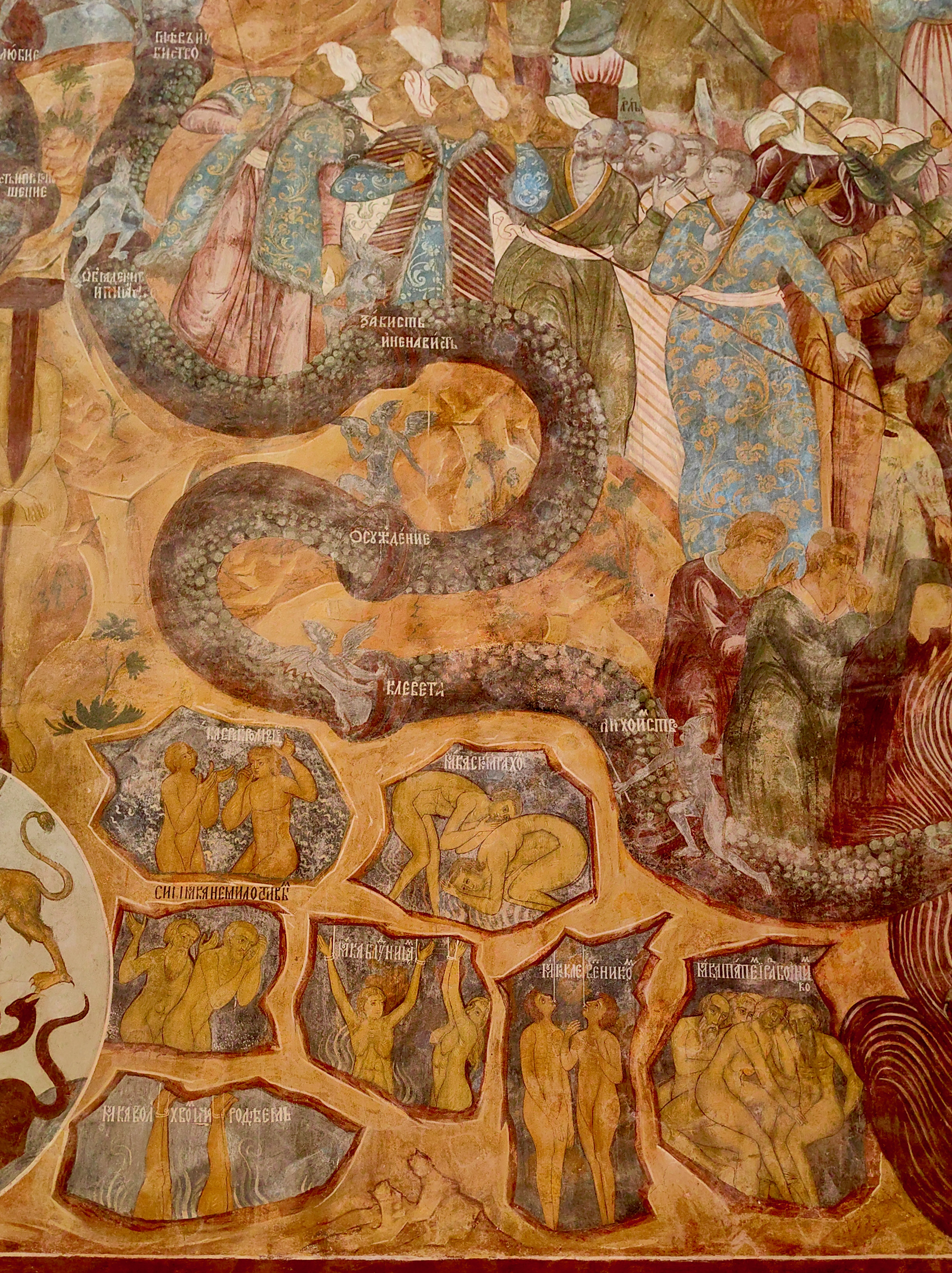
Сцены страшного суда
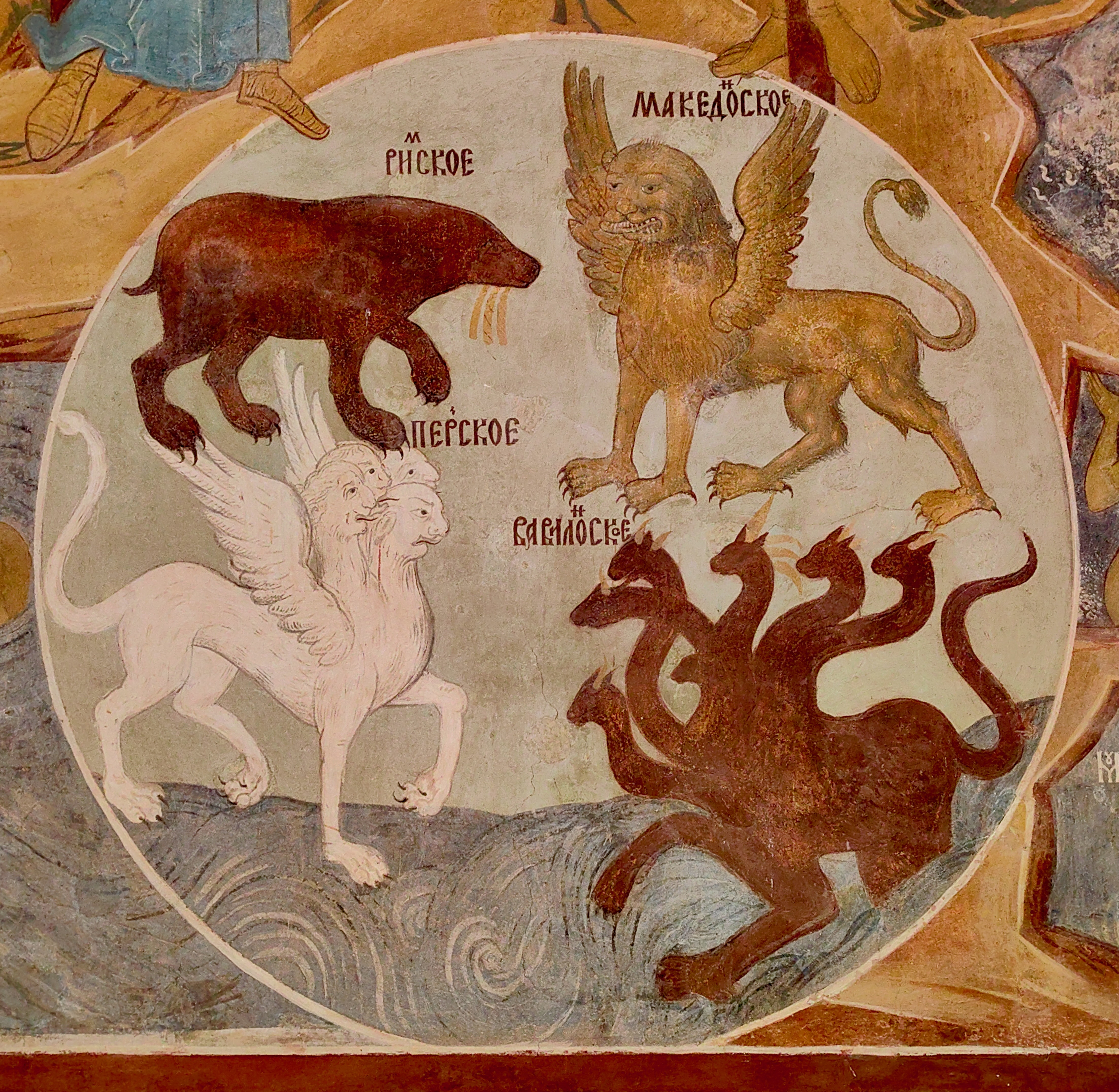
Четыре зверя видения пророка Даниила